# Mary Fenollosa
Mary Elizabeth McNeill, en su primer matrimonio Mary McNeill Chester, en su segundo Mary McNeill Scott, en su tercero Mary (o Mary M. o McNeill) Fenollosa, que usó el pseudónimo literario de Sidney McCall (Wilcox County, Alabama, 8 de marzo de 1865 - 11 de enero de 1954), poeta y novelista estadounidense.

## Biografía
Mary Elizabeth nació en Wilcox County, Alabama, hija de William Stoddard McNeill, originario de Mobile, un teniente del ejército confederado, y Laura Sibley. Mary era la mayor de cinco hijos. Ayudó en los trabajos botánicos y cartográficos de su padre y se inició en el periodismo. A los veinte años quedó viuda, tras solo dos años de matrimonio con Allen Chester, y volvió a casa de sus padres; en 1890 volvió a casarse y marchó a Japón a vivir con su marido, Ledyard Scott, donde estudió la cultura y la lengua japonesa. Tras divorciarse en 1892, volvió a Mobile, pero sin perder su interés por Japón, escribiendo sobre este país en The Century, Lippincott’s, St. Nicholas y Scribner's. 
En 1894 Mary Elizabeth marchó a Boston para trabajar en la división de arte asiático del Museo de Bellas Artes ayudando a Ernest Fenollosa, un reputado orientalista. Se casó con él en 1895 y ambos volvieron a Japón en 1897. Se convirtió al Budismo y publicó sus poemas cambiando su apellido por "Fenolosa", sin una de las eles, por sugerencia de su madre. Escribió una novela sobre la sureña vida de Mobile, Truth Dexter, que apareció bajo el pseudónimo de Sidney McCall, y siguieron otras muchas ante el éxito que tuvo la primera, algunas ambientadas en Japón. Editó y completó la historia del arte oriental de su tercer marido, Ernest Fenollosa, y ayudó a editar sus traducciones de poesía china y del drama musical Nō japonés facilitando sus manuscritos al poeta Ezra Pound, quien con ayuda del sinólogo Arthur Waley los corrigió e imprimió con gran éxito.

## Obras
- Fenollosa, Mary McNeil. Out of the Nest: A Flight of Verses. Boston: Little, Brown, and Company, 1899. Una versión en línea de Out of the Nest está en Google Books.
- McCall, Sidney. Truth Dexter. Boston: Little, Brown, and Company, 1901. Una versión en línea de Out of the Nest está en Google Books.
- McCall, Sidney. The Breath of the Gods. Boston: Little, Brown, and Company, 1905. Una versión en línea de Out of the Nest está en Internet Archives.
- Fenollosa, Mary McNeil. The Dragon Painter. Boston: Little, Brown, and Company, 1906. Una versión en línea de Out of the Nest está en Google Books.
- McCall, Sidney. Red Horse Hill. Boston: Little, Brown, and Company, 1909. Una versión en línea de Out of the Nest está en Google Books.
- Fenollosa, Mary. Blossoms from a Japanese Garden: A Book of Child-Verses. New York: Frederick A. Stokes, 1913. Una versión en línea de Out of the Nest está en Google Books.

## Fuente
- Delaney, Caldwell. "Mary McNeil Fenollosa, An Alabama Woman of Letters." Alabama Review 16.3 (1965): 163-173.
- Mary McNeil Fenollosa, Encyclopaedia of Alabama